# Чжоу Чуньсю
Чжоу Чуньсю (кит. 周春秀, пін. Zhōu Chūnxiù, 8 березня 1978) — китайська легкоатлетка, олімпійська медалістка.

## Виступи на Олімпіадах
| Олімпіада  | Дисципліна       | Місце |
| ---------- | ---------------- | ----- |
| Афіни 2004 | марафонський біг | 33    |
| Пекін 2008 | марафонський біг | 3     |